# Янтарное (Херсонская область)
Янтарное (укр. Янтарне) — посёлок в Белозёрской поселковой общине Херсонского района Херсонской области Украины.
Почтовый индекс — 75003. Телефонный код — 5547. Код КОАТУУ — 6520381402.

## Население
Население по переписи 2001 года составляло 199 человек.

### Языковой состав
Родной язык населения по данным переписи 2001 года:
| Язык       | Численность, чел. | Доля     |
| ---------- | ----------------- | -------- |
| Украинский | 165               | 82,92 %  |
| Русский    | 33                | 16,58 %  |
| Другое     | 1                 | 0,50 %   |
| Итого      | 199               | 100,00 % |

## Местный совет
75003, Херсонская обл., Белозёрский р-н, пос. Днепровское, ул. Центральная, 1а